# Косівка (Олександрійський район)
Косі́вка — село в Україні, у Приютівській селищній громаді Олександрійського району Кіровоградської області. Населення становить 1378 осіб.

## Географія
Село Косівка розташоване по обидва береги річки Березівка. На території села розташовано 19 вулиць та 3 провулки.

## Історія
Перші згадки про село датовані 1734 роком в якому було засновано зимовник козака Павла Косіва, та адміністративно входив до Бугогардівської паланки — Військо Запорозьке Низове.
У 1752-1764 роках тут була 14 рота новосербського Пандурського полку. Інші назви: Доротівський шанець, Глаговац, Глоговац (сербський аналог — Глоговац).
Станом на 1886 рік у селі, центрі Косівської волості Олександрійського повіту Херсонської губернії, мешкало 2516 осіб, налічувалось 440 дворових господарств, існувала православна церква. За 9 верст — залізнична станція та буфет.
Населення станом на 1950 рік — 2158 чоловік.
Характеристика станом на 1972 рік.
КОСІВКА — село, центр сільської Ради, розташоване за 20 км на північний захід від районного центру та за 12 км від залізничної станції Користівка. Населення — 1713 чоловік.
За колгоспом «Прапор комунізму», центральна садиба якого міститься в селі, закріплено 5294 га сільськогосподарських угідь, у тому числі 4454 га орної землі. Господарство спеціалізується на вирощуванні зернових і технічних культур. У хліборобстві переважають озима пшениця, цукрові буряки, соняшник. Розвинуте також тваринництво. За ударну працю 15 чоловік відзначені урядовими нагородами.
Працюють середня школа, де 21 вчитель навчає 225 дітей, будинок культури на 450 місць, бібліотека з фондом 12800 книг, лікарня на 25 ліжок, аптека, побутові майстерні, 6 магазинів.
У партійних організаціях села 53 комуністи, у комсомольських — 95 членів ВЛКСМ. Вперше село згадується в документах початку XVIII століття. У 1905 році селяни Косівки активно виступали проти поміщиків, вимагаючи зменшення орендної плати за землю. У лютому 1918 року в Косівці встановлено Радянську владу.
У Великій Вітчизняній війні брали участь 379 жителів села, 192 з них загинули на фронтах, 176 — відзначені бойовими нагородами. В період тимчасової окупації з лютого 1942 року в селі діяла підпільна група, до складу якої входили X. Г. Гужеля (командир), М. М. Мікізіль, А. Ф. Варава, Ф. Т. Кожевник та інші. Патріоти вели розвідку, відправляли зброю в партизанський загін ім. Ворошилова. В лютому 1943 року група влилася до партизанського загону.
Уродженцем села є доктор мистецтвознавства Г. Н. Логвин.

## Населення
Згідно з переписом УРСР 1989 року чисельність наявного населення села становила 1487 осіб, з яких 674 чоловіки та 813 жінок.
За переписом населення України 2001 року в селі мешкало 1378 осіб.

### Мова
Розподіл населення за рідною мовою за даними перепису 2001 року:
| Мова       | Відсоток |
| ---------- | -------- |
| українська | 93,32 %  |
| російська  | 4,35 %   |
| молдовська | 2,03 %   |
| білоруська | 0,15 %   |

## Постаті
- Козловський Сергій Григорович (1890—1919) — козак Армії УНР, загинув при визволенні Вінниці від більшовиків.
- Губський Іван Максимович (18.01.1917, с. Косівка Кіровоградської обл. — 17.06.1997, Київ) — кандидат фармацевтичних наук (1964), доцент (1968), начальник Головного аптечного управління МОЗ УРСР (1956—1967); головний редактор фармацевтичного журналу (1960—1968); завідувач кафедри організації та економіки фармації (1978—1986) Київського державного інституту вдосконалення лікарів (КІУЛ).
- Логвин Григорій Никонович (1910—2001) — український мистецтвознавець і архітектор.
- Костюк Віталій Володимирович (1976—2015) — солдат Збройних сил України, учасник російсько-української війни[5]
- Губський Анатолій Антонович (нар. 25.07.1940, с. Косівка — 03.09.2018, м. Олександрія) — інженер-хімік, заслужений раціоналізатор УРСР, працював на керівних посадах на промислових підприємствах в м. Олександрія.